# Alex Dobre
Mihai-Alexandru Dobre, detto Alex (Bucarest, 30 agosto 1998), è un calciatore rumeno, centrocampista del Rapid Bucarest.

## Carriera

### Club
Cresciuto nel Viitorul Costanza, il 31 agosto 2016 viene acquistato dal Bournemouth, che lo inserisce nel proprio settore giovanile. Il 30 agosto 2017 viene ceduto in prestito al Bury, con cui il 9 settembre esordisce tra i professionisti, nella partita di campionato persa per 3-2 contro il Rotherham United. Il 18 gennaio 2018 passa, sempre a titolo temporaneo, al Rochdale; rientrato al Bournemouth, il 16 ottobre prolunga con le Cherries fino al 2021. L'11 gennaio 2019 si trasferisce fino al termine della stagione allo Yeovil Town.
L'anno successivo fa ritorno al Bournemouth che lo utilizza in una sola occasione nel successo per 4-0 contro il Luton Town in FA Cup del 4 gennaio 2020, prima di venire ceduto in prestito al Wigan 27 giorni dopo.
Il 12 agosto 2020 viene acquistato dal Digione.
L'8 gennaio 2023 viene ceduto in prestito al Famalicão.

### Nazionale
Nel marzo del 2023, Dobre ha ricevuto la sua prima convocazione ufficiale con la nazionale maggiore rumena, in vista degli incontri di qualificazione al campionato europeo del 2024 con Andorra e la Bielorussia, esordendo nel successo per 0-2 contro Andorra.

## Statistiche

### Presenze e reti nei club
Statistiche aggiornate al 24 maggio 2025.
| Stagione         | Squadra          | Campionato       | Campionato | Campionato | Coppe nazionali | Coppe nazionali | Coppe nazionali | Coppe continentali | Coppe continentali | Coppe continentali | Altre coppe | Altre coppe | Altre coppe | Totale | Totale |
| Stagione         | Squadra          | Comp             | Pres       | Reti       | Comp            | Pres            | Reti            | Comp               | Pres               | Reti               | Comp        | Pres        | Reti        | Pres   | Reti   |
| ---------------- | ---------------- | ---------------- | ---------- | ---------- | --------------- | --------------- | --------------- | ------------------ | ------------------ | ------------------ | ----------- | ----------- | ----------- | ------ | ------ |
| ago.-dic. 2017   | Bury             | FL1              | 10         | 0          | FACup+CdL       | 1+0             | 0               | -                  | -                  | -                  | EFLT        | 1           | 0           | 12     | 0      |
| gen.-mag. 2018   | Rochdale         | FL1              | 5          | 1          | FACup+CdL       | -               | -               | -                  | -                  | -                  | EFLT        | -           | -           | 5      | 1      |
| gen.-mag. 2019   | Yeovil Town      | FL2              | 21         | 1          | FACup+CdL       | 0               | 0               | -                  | -                  | -                  | EFLT        | -           | -           | 21     | 1      |
| 2019-gen. 2020   | Bournemouth      | PL               | 0          | 0          | FACup+CdL       | 1+0             | 0               | -                  | -                  | -                  | -           | -           | -           | 1      | 0      |
| gen.-giu. 2020   | Wigan            | FLC              | 1          | 0          | FACup+CdL       | -               | -               | -                  | -                  | -                  | -           | -           | -           | 1      | 0      |
| 2020-2021        | Digione 2        | N3               | 3          | 0          | -               | -               | -               | -                  | -                  | -                  | -           | -           | -           | 3      | 0      |
| 2021-2022        | Digione 2        | N3               | 1          | 2          | -               | -               | -               | -                  | -                  | -                  | -           | -           | -           | 1      | 2      |
| 2022-gen. 2023   | Digione 2        | N3               | 3          | 0          | -               | -               | -               | -                  | -                  | -                  | -           | -           | -           | 3      | 0      |
| Totale Digione 2 | Totale Digione 2 | Totale Digione 2 | 7          | 2          |                 | -               | -               |                    | -                  | -                  |             | -           | -           | 7      | 2      |
| 2020-2021        | Digione          | L1               | 22         | 0          | CF              | 1               | 0               | -                  | -                  | -                  | -           | -           | -           | 23     | 0      |
| 2021-2022        | Digione          | L2               | 28         | 9          | CF              | 3               | 0               | -                  | -                  | -                  | -           | -           | -           | 31     | 9      |
| 2022-gen. 2023   | Digione          | L1               | 3          | 0          | CF              | 1               | 0               | -                  | -                  | -                  | -           | -           | -           | 4      | 0      |
| Totale Digione   | Totale Digione   | Totale Digione   | 53         | 9          |                 | 5               | 0               |                    | -                  | -                  |             | -           | -           | 58     | 9      |
| gen.-giu. 2023   | Famalicão        | PL               | 17         | 2          | CP+CdL          | 3+0             | 1               | -                  | -                  | -                  | -           | -           | -           | 20     | 3      |
| 2023-2024        | Famalicão        | PL               | 14         | 0          | CP+CdL          | 2+0             | 1               | -                  | -                  | -                  | -           | -           | -           | 16     | 1      |
| Totale Famalicão | Totale Famalicão | Totale Famalicão | 31         | 2          |                 | 5               | 2               |                    | -                  | -                  |             | -           | -           | 36     | 4      |
| ott. 2024-2025   | Rapid Bucarest   | L1               | 17+10      | 5+2        | CR              | 5               | 1               | -                  | -                  | -                  | -           | -           | -           | 32     | 8      |
| 2025-2026        | Rapid Bucarest   | L1               | -          | -          | CR              | -               | -               | -                  | -                  | -                  | -           | -           | -           | -      | -      |
| Totale carriera  | Totale carriera  | Totale carriera  | 155        | 22         |                 | 17              | 3               |                    | -                  | -                  |             | 1           | 0           | 173    | 25     |

### Cronologia presenze e reti in nazionale
| Cronologia completa delle presenze e delle reti in nazionale ― Romania | Cronologia completa delle presenze e delle reti in nazionale ― Romania | Cronologia completa delle presenze e delle reti in nazionale ― Romania | Cronologia completa delle presenze e delle reti in nazionale ― Romania | Cronologia completa delle presenze e delle reti in nazionale ― Romania | Cronologia completa delle presenze e delle reti in nazionale ― Romania | Cronologia completa delle presenze e delle reti in nazionale ― Romania | Cronologia completa delle presenze e delle reti in nazionale ― Romania |
| Data                                                                   | Città                                                                  | In casa                                                                | Risultato                                                              | Ospiti                                                                 | Competizione                                                           | Reti                                                                   | Note                                                                   |
| ---------------------------------------------------------------------- | ---------------------------------------------------------------------- | ---------------------------------------------------------------------- | ---------------------------------------------------------------------- | ---------------------------------------------------------------------- | ---------------------------------------------------------------------- | ---------------------------------------------------------------------- | ---------------------------------------------------------------------- |
| 25-3-2023                                                              | Andorra la Vella                                                       | Andorra                                                                | 0 – 2                                                                  | Romania                                                                | Qual. Euro 2024                                                        | -                                                                      | 72’                                                                    |
| 28-3-2023                                                              | Bucarest                                                               | Romania                                                                | 2 – 1                                                                  | Bielorussia                                                            | Qual. Euro 2024                                                        | -                                                                      | 65’                                                                    |
| Totale                                                                 |                                                                        | Presenze                                                               | 2                                                                      |                                                                        | Reti                                                                   | 0                                                                      |                                                                        |

| Cronologia completa delle presenze e delle reti in nazionale ― Romania under 21 | Cronologia completa delle presenze e delle reti in nazionale ― Romania under 21 | Cronologia completa delle presenze e delle reti in nazionale ― Romania under 21 | Cronologia completa delle presenze e delle reti in nazionale ― Romania under 21 | Cronologia completa delle presenze e delle reti in nazionale ― Romania under 21 | Cronologia completa delle presenze e delle reti in nazionale ― Romania under 21 | Cronologia completa delle presenze e delle reti in nazionale ― Romania under 21 | Cronologia completa delle presenze e delle reti in nazionale ― Romania under 21 |
| Data                                                                            | Città                                                                           | In casa                                                                         | Risultato                                                                       | Ospiti                                                                          | Competizione                                                                    | Reti                                                                            | Note                                                                            |
| ------------------------------------------------------------------------------- | ------------------------------------------------------------------------------- | ------------------------------------------------------------------------------- | ------------------------------------------------------------------------------- | ------------------------------------------------------------------------------- | ------------------------------------------------------------------------------- | ------------------------------------------------------------------------------- | ------------------------------------------------------------------------------- |
| 6-10-2017                                                                       | Lugano                                                                          | Svizzera under 21                                                               | 0 – 2                                                                           | Romania under 21                                                                | Qual. Europeo Under-21 2019                                                     | 1                                                                               |                                                                                 |
| 10-11-2017                                                                      | Ovidiu                                                                          | Romania under 21                                                                | 1 – 1                                                                           | Portogallo under 21                                                             | Qual. Europeo Under-21 2019                                                     | -                                                                               | 84’                                                                             |
| 14-11-2017                                                                      | Bangor                                                                          | Galles under 21                                                                 | 0 – 0                                                                           | Romania under 21                                                                | Qual. Europeo Under-21 2019                                                     | -                                                                               | 79’                                                                             |
| 24-3-2018                                                                       | Wolverhampton                                                                   | Inghilterra under 21                                                            | 2 – 1                                                                           | Romania under 21                                                                | Amichevole                                                                      | -                                                                               | 62’                                                                             |
| 15-11-2018                                                                      | Cluj-Napoca                                                                     | Romania under 21                                                                | 3 – 3                                                                           | Belgio under 21                                                                 | Amichevole                                                                      | -                                                                               | 69’                                                                             |
| 10-9-2019                                                                       | Aalborg                                                                         | Danimarca under 21                                                              | 2 – 1                                                                           | Romania under 21                                                                | Qual. Europeo Under-21 2021                                                     | -                                                                               | 66’                                                                             |
| Totale                                                                          |                                                                                 | Presenze                                                                        | 6                                                                               |                                                                                 | Reti                                                                            | 1                                                                               |                                                                                 |